# Diócesis de Breda
La diócesis de Breda (en latín: Dioecesis Bredana y en neerlandés: Bisdom Breda) es una circunscripción eclesiástica de la Iglesia católica en los Países Bajos. Se trata de una diócesis latina, sufragánea de la arquidiócesis de Utrecht. Desde el 26 de noviembre de 2011 su obispo es Johannes Wilhelmus Maria Liesen.

## Territorio y organización

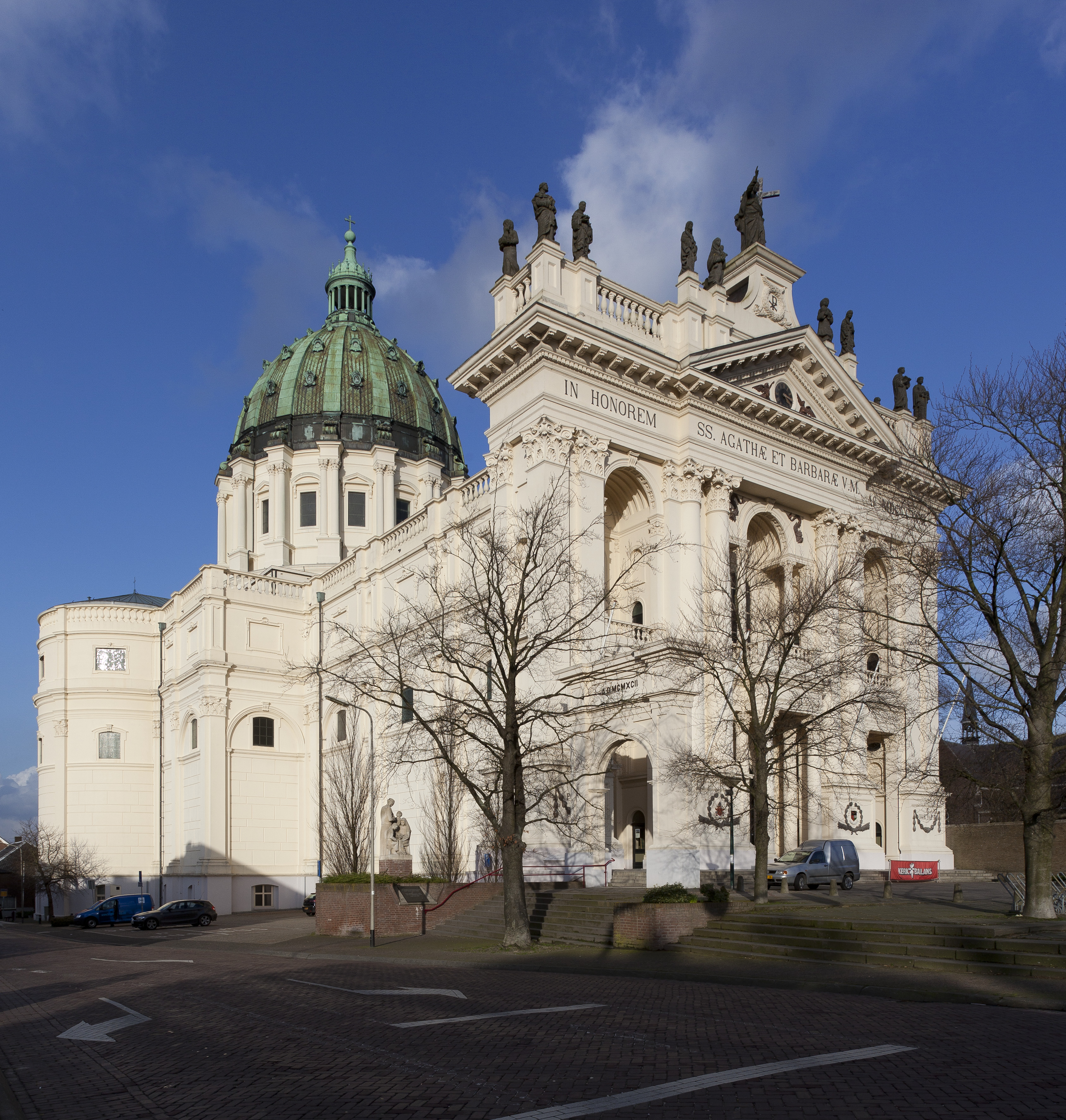
Basílica de Santa Ágata y Santa Bárbara, en Oudenbosch

La diócesis tiene 3368 km² y extiende su jurisdicción sobre los fieles católicos de rito latino residentes en la provincia de Zelanda y la parte occidental de la provincia de Brabante Septentrional.

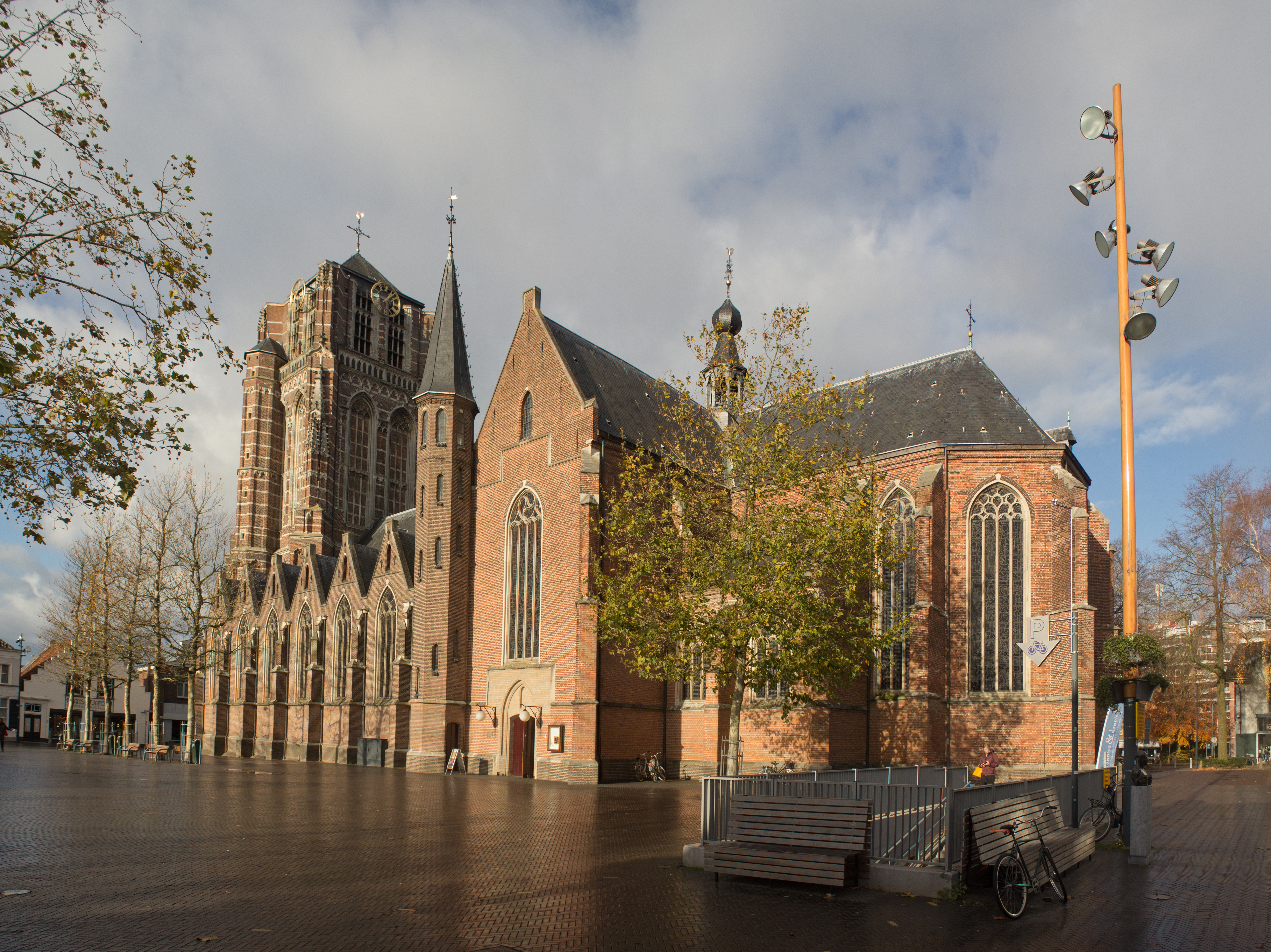
Basílica de San Juan Bautista, en Oosterhout

La sede de la diócesis se encuentra en la ciudad de Breda, en donde se halla la Catedral de San Antonio de Padua. En la diócesis existen 3 basílicas menores: San Wilibrordo, en Hulst; Santa Águeda y Santa Bárbara, en Oudenbosch; y San Juan Bautista, en Oosterhout. La iglesia de San Antonio fue la catedral original de la diócesis entre 1853 y 1876, año en que pasó a serlo la recién construida iglesia de Santa Bárbara, que fue demolida en 1970 por su estado ruinoso. En 1968 la sede se trasladó a la iglesia de San Miguel, pero fue demolida en 2007 por ser demasiado grande para su mantenimiento, por lo que el 1 de noviembre de 2005 por decreto de la Santa Sede la iglesia de San Antonio fue elegida de nuevo como catedral.

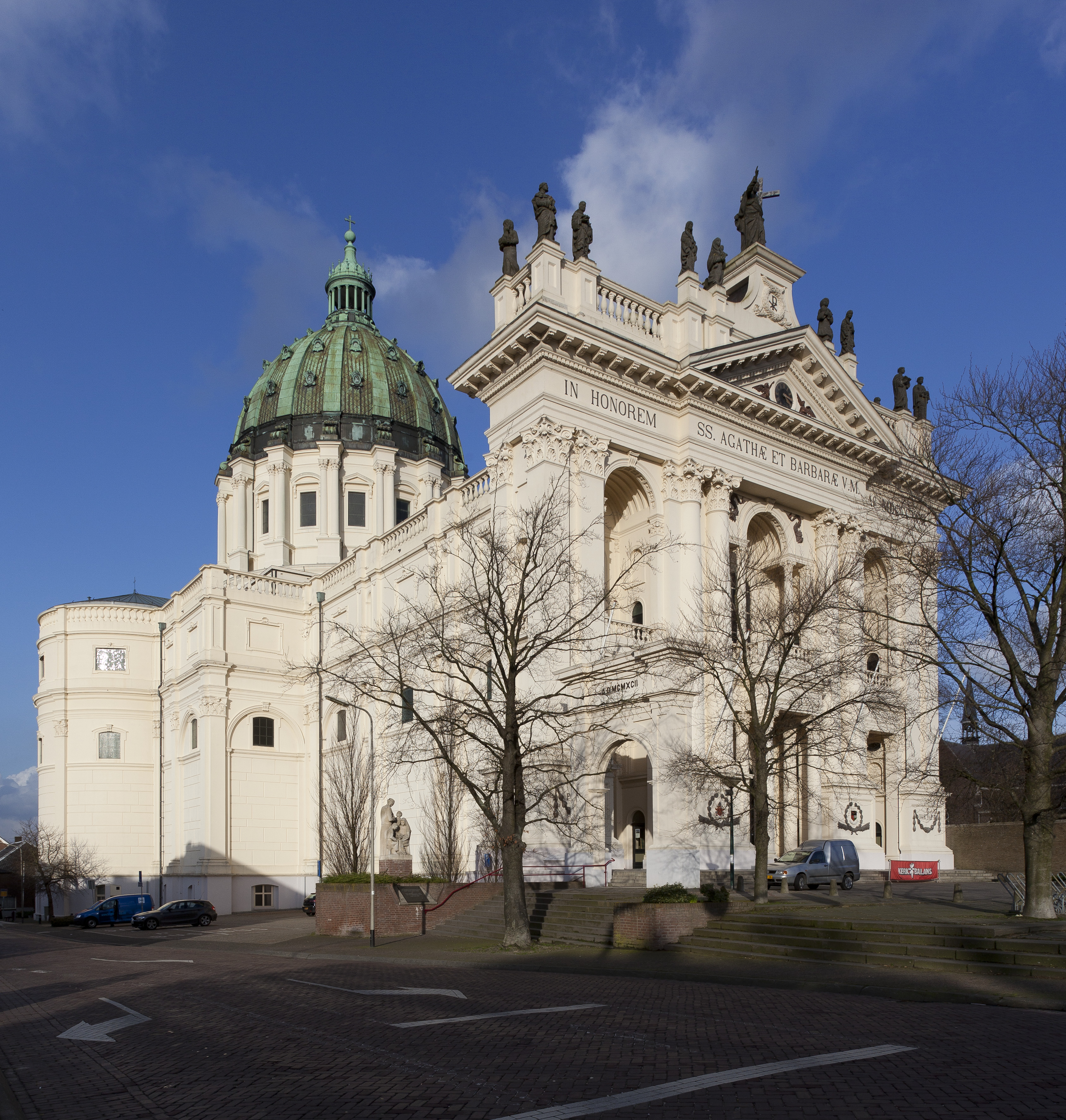
Palacio episcopal

En 2022 en la diócesis existían 27 parroquias agrupadas en 5 zonas pastorales: Zeeland, Brabantse Wal, Midden, Breda (incluyendo la parroquia de San Maximiliano Kolbe, en Breda, para la comunidad de fieles polacos) y de Wijngaard.

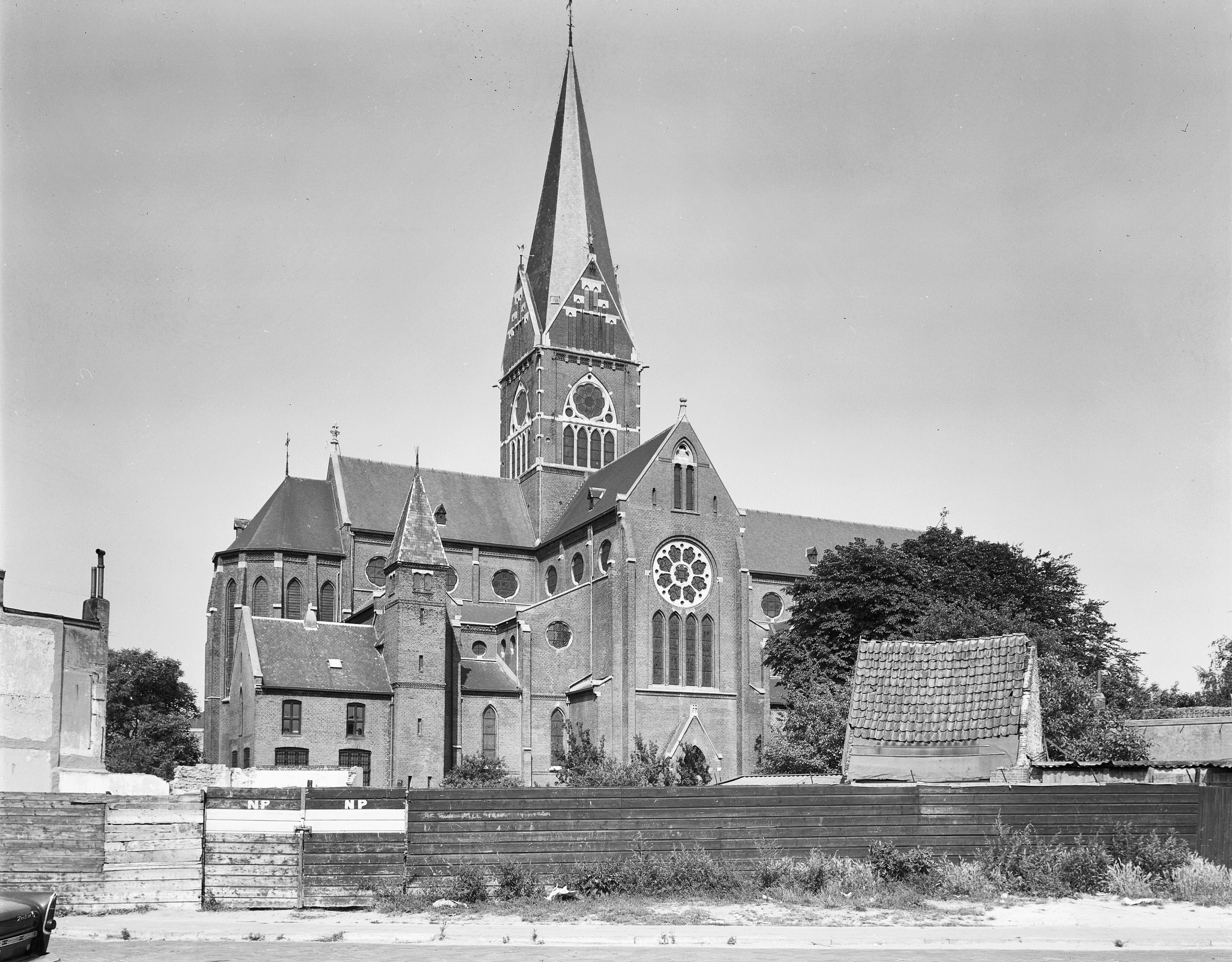
Excatedral de Santa Bárbara, en Breda, demolida en 1970

La diócesis limita al norte con la diócesis de Róterdam, al noreste con la arquidiócesis de Utrecht, al oriente con la diócesis de Bolduque, al sur con Bélgica y al occidente con el mar del Norte.

## Historia
Hasta finales del siglo XVIII la baronía de Breda y el marquesado de Bergen op Zoom, aunque situados en territorio holandés, formaban parte de la diócesis de Amberes, de la que constituían dos decanatos. Luego del Concordato de 1801, cuando Amberes fue anexionada a Francia, la diócesis de Amberes fue suprimida el 29 de noviembre de 1801 y los vicarios generales de Breda y Bergen op Zoom pidieron a la Santa Sede la erección de una diócesis o al menos un vicariato apostólico para los territorios holandeses de la diócesis suprimida.
Roma aceptó sus peticiones y el 22 de marzo de 1803 erigió el vicariato apostólico de Breda, encomendándolo al cuidado de Adrianus van Dongen, párroco de Breda, quien en 1816 fijó su residencia en el seminario de la ciudad.
El seminario se trasladó en 1809 a Den Ypelaer y en 1817 a Hoeven.
Debido al concordato de 1827 establecido entre el papa León XII y el rey Guillermo I, mediante la bula Quod iamdiu, la Santa Sede erigió la diócesis de Bolduque (o 's-Hertogenbosch), a la que incorporó el vicariato apostólico de Breda. Por esta razón, a la muerte de van Dongen, su sucesor, Joannes van Hooydonk, solo fue nombrado administrador apostólico en espera de la ejecución de la bula. Sin embargo, los acontecimientos políticos que condujeron a la independencia de Bélgica anularon efectivamente las disposiciones de 1827.
El 9 de marzo de 1841, como resultado del breve Universi Dominici Gregis del papa Gregorio XVI, incorporó porciones de territorio, el Flandes zelandés pasado de Bélgica a Holanda, que había pertenecido a la diócesis de Gante. En 1842 el vicario apostólico van Hooydonk fue consagrado obispo con el título in partibus de Dardanus; tuvo sucesivamente tres obispos coadjutores, todos con el título de Adraa, pero los dos primeros, Antonio van Dyk y Joannes van Breugel, fallecieron al poco tiempo.
Tras la constitución de 1848, que consagró la libertad religiosa en los Países Bajos, posibilitó la restauración de la jerarquía católica en el país y el 4 de marzo de 1853 el vicariato apostólico fue elevado al rango de diócesis mediante el breve Ex qua die del papa Pío IX.
El decanato de St. Geertruidenberg de la diócesis de Bolduque fue transferido a la diócesis de Breda el 16 de julio de 1955 mediante la bula Dioecesium immutationes del papa Pío XII. El 13 de abril de 1956 mediante el decreto Ad satius consulendum más territorios fueron transferidos por la diócesis de Bolduque a la de Breda.
Con las reorganizaciones pastorales de 2005 y 2010, las 103 parroquias tradicionales se fusionaron en un número menor de parroquias nuevas.

## Estadísticas
Según el Anuario Pontificio 2023 la diócesis tenía a fines de 2022 un total de 420 800 fieles bautizados.
| Año                                                                             | Población | Población | Población      | Sacerdotes | Sacerdotes | Sacerdotes | Católicos por sacerdote | Diáconos permanentes | Religiosos | Religiosos | Parroquias y cuasiparroquias |
| Año                                                                             | Católicos | Total     | % de católicos | Total      | Diocesanos | Regulares  | Católicos por sacerdote | Diáconos permanentes | Masculinos | Femeninos  | Parroquias y cuasiparroquias |
| ------------------------------------------------------------------------------- | --------- | --------- | -------------- | ---------- | ---------- | ---------- | ----------------------- | -------------------- | ---------- | ---------- | ---------------------------- |
| 1950                                                                            | 350 000   | 435 000   | 80.5           | 458        | 440        | 18         | 764                     |                      | 900        | 3300       | 124                          |
| 1959                                                                            | 445 457   | 733 421   | 60.7           | 926        | 475        | 451        | 481                     |                      | 1632       | 3870       | 159                          |
| 1970                                                                            | 501 334   | 806 500   | 62.2           | 815        | 390        | 425        | 615                     |                      | 473        | 3000       | 170                          |
| 1980                                                                            | 551 845   | 947 571   | 58.2           | 598        | 286        | 312        | 922                     | 1                    | 780        | 2634       | 169                          |
| 1990                                                                            | 542 407   | 1 000 848 | 54.2           | 509        | 205        | 304        | 1065                    | 5                    | 641        | 2055       | 166                          |
| 1999                                                                            | 509 239   | 1 066 431 | 47.8           | 376        | 150        | 226        | 1354                    | 13                   | 466        | 1455       | 155                          |
| 2000                                                                            | 514 380   | 1 071 899 | 48.0           | 345        | 156        | 189        | 1490                    | 15                   | 432        | 1402       | 139                          |
| 2001                                                                            | 495 308   | 1 079 247 | 45.9           | 329        | 158        | 171        | 1505                    | 17                   | 393        | 1318       | 132                          |
| 2002                                                                            | 499 873   | 1 087 386 | 46.0           | 316        | 151        | 165        | 1581                    | 18                   | 380        | 1244       | 130                          |
| 2003                                                                            | 516 306   | 1 095 800 | 47.1           | 308        | 143        | 165        | 1676                    | 17                   | 368        | 1020       | 117                          |
| 2004                                                                            | 513 890   | 1 099 865 | 46.7           | 295        | 136        | 159        | 1742                    | 18                   | 356        | 1080       | 112                          |
| 2006                                                                            | 482 496   | 1 106 084 | 43.6           | 260        | 125        | 135        | 1855                    | 21                   | 299        | 968        | 103                          |
| 2012                                                                            | 437 000   | 1 118 000 | 39.1           | 232        | 102        | 130        | 1883                    | 24                   | 228        | 585        | 66                           |
| 2015                                                                            | 423 000   | 1 149 700 | 36.8           | 204        | 88         | 116        | 2073                    | 25                   | 207        | 413        | 42                           |
| 2018                                                                            | 412 000   | 1 132 000 | 36.4           | 193        | 77         | 116        | 2134                    | 25                   | 116        | 298        | 35                           |
| 2020                                                                            | 418 200   | 1 149 000 | 36.4           | 80         | 59         | 21         | 5227                    | 25                   | 60         | 247        | 34                           |
| 2022                                                                            | 420 800   | 1 156 750 | 36.4           | 65         | 47         | 18         | 6473                    | 27                   | 41         | 150        | 27                           |
| Fuente: Catholic-Hierarchy, que a su vez toma los datos del Anuario Pontificio. |           |           |                |            |            |            |                         |                      |            |            |                              |

### Vida consagrada
En el territorio de la diócesis desempeñan su labor carismática religiosos y religiosas, de diferentes institutos de vida consagrada y sociedades de vida apostólica. Algunos de ellos se originaron en la diócesis, como las Hermanas de la Caridad de Nuestra Señora Madre de la Misericordia, fundadas por Joannes Zwijsen en 1832, en la ciudad de Tilburgo; la Congregación de los Hermanos de la Beata Virgen María, Madre de Misericordia, de Tilburgo, fundados en 1844 por Joannes Zwijsen; las Hermanas del Sagrado Corazón de Jesús de Koningshof, fundadas en esa localidad en 1886 por Huberdina Merkelbach; los Hermanos de la Inmaculada Concepción de la Beata Virgen María Madre de Dios, fundados en Huijbergen, en 1854 por Johannes van Hooydonk; los Hermanos de San Luis Gonzaga, fundados por Willem Hellemons, en 1840, en Oudenbosch; y las Hermanas Penitentes Recolectinas de la Inmaculada Concepción, fundadas en Roosendaal por Maria Giuseppa di Gesù Raaymakers.

## Episcopologio
- Adrianus van Dongen † (9 de abril de 1803-27 de noviembre de 1826 falleció)
- Joannes van Hooydonk † (7 de enero de 1827-25 de abril de 1868 falleció)
- Johannes van Genk † (25 de abril de 1868 por sucesión-10 de marzo de 1874 falleció)
- Hendrik van Beek † (19 de junio de 1874-15 de octubre de 1884 falleció)
- Petrus Leyten † (9 de junio de 1885-17 de mayo de 1914 falleció)
- Pieter Adriaan Willem Hopmans † (8 de septiembre de 1914-18 de febrero de 1951 falleció)
- Joseph Wilhelmus Maria Baeten † (18 de febrero de 1951 por sucesión-8 de septiembre de 1961 renunció[nota 1])
- Gerardus Hernricus De Vet † (22 de marzo de 1962-27 de marzo de 1967 falleció)
- Hubertus Cornelis Antonius Ernst † (3 de noviembre de 1967-6 de mayo de 1992 retirado)
  - Sede vacante (1992-1994)
- Martinus Petrus Maria Muskens † (23 de julio de 1994-31 de octubre de 2007 renunció)
- Johannes Harmannes Jozefus van den Hende (31 de octubre de 2007 por sucesión-10 de mayo de 2011 nombrado obispo de Róterdam)
- Johannes Wilhelmus Maria Liesen, desde el 26 de noviembre de 2011